# Fórmula de Koide
La fórmula de Koide, descoberta el 1981 per Yoshio Koide, és una relació entre les masses dels tres leptons carregats, que va predir la massa del leptó tau. Aquesta relació, no obstant això, no ha pogut ser explicada fins avui.

## Fórmula de Koide
Sigui:

{\displaystyle Q={\frac {m_{e}+m_{\mu }+m_{\tau }}{({\sqrt {m_{e}}}+{\sqrt {m_{\mu }}}+{\sqrt {m_{\tau }}})^{2}}}}

És clar que {\displaystyle 1/3<Q<1} per definició. El límit superior es dedueix si assumim que les arrels quadrades no poden ser negatives; R. Foot va remarcar que {\displaystyle {1/(3Q)}} pot ser interpretat com el cosinus al quadrat de l'angle entre el vector {\displaystyle ({\sqrt {m_{e}}},{\sqrt {m_{\mu }}},{\sqrt {m_{\tau }}})} i {\displaystyle (1,1,1)}.

### Misteri de la fórmula

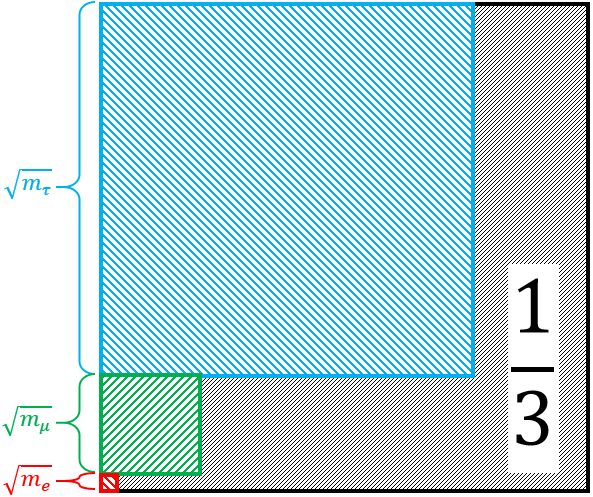
Interpretació geomètrica de la fórmula de Koide (les masses no estan en escala)

El misteri està en el valor físic. Les masses de l'electró, el muó, i el leptó tau es mesuren respectivament com:

{\displaystyle m_{e}=0.511\ {\rm {{MeV}/c^{2},\ m_{\mu }=105.7\ {\rm {{MeV}/c^{2},\ m_{\tau }=1777\ {\rm {{MeV}/c^{2}}}}}}}},

d'on s'obté que:

{\displaystyle Q={\frac {2}{3}}\pm 0.01\%}

No només aquest resultat és estrany perquè de tres nombres aparentment aleatoris resulta una fracció senzilla, sinó també perquè Q és exactament la mitjana entre 1/3 i 1.
Fins ara, aquest resultat no ha pogut ser explicat ni comprès.